# تپه قوت قلعه تبرک
تپه قوت قلعه تبرک مربوط به هزاره اول قبل از میلاد است و در شهرستان کوهرنگ، بخش بازفت، روستای قلعه تبرک واقع شده و این اثر در تاریخ ۲۴ فروردین ۱۳۸۲ با شمارهٔ ثبت ۸۲۰۰ به‌عنوان یکی از آثار ملی ایران به ثبت رسیده است.